# برای بهتر یا بدتر (فیلم)
برای بهتر یا بدتر (به انگلیسی: For Better or Worse) فیلمی محصول سال ۱۹۹۵ و به کارگردانی جیسن الکساندر است. در این فیلم بازیگرانی همچون جیسن الکساندر، لولیتا داویدوویچ، جیمز وودز، جو مانتگنا، جی مهر، رابرت کوستانزو، بیتریس آرتور، جان آموس، راب راینر، هالی جوئل آزمنت، جری ادلر، ریپ تورن و استیون رایت ایفای نقش کرده‌اند.